# Autographa argyrosigna
Autographa argyrosigna là một loài bướm đêm trong họ Noctuidae.